# Yuruki
Yuruki（ゆるき、1983年）は、日本の男性ファッションモデル、俳優。ドイツと日本のハーフ

## 人物
- 特技：ピアノ・バイク
- 資格：大型自動二輪

## 出演

### 雑誌
- MEN'S CLUB
- MEN`S NON-NO
- Men's Joker
- FINE BOYS
- POPEYE
- マリクレール
- ゼクシィ
- City wedding
- 花時計
- ブランドMEN'S
- oz Wedding
- mahna mahna(web)

### CM
- AOKI
- NISSEN
- ネスプレッソ
- スーパーガンダムロワイヤル

### 映画
- ピューと吹く!ジャガー（ドン・マッコイ監督） - ポギー（保木渡流） 役

### 舞台
- ドン・キショット

### PV
- misono『個人授業』

### ゲーム
- 428 〜封鎖された渋谷で〜 - 片山光一郎 役